# Weißen (Weiler-Simmerberg)
Weißen (westallgäuerisch: Wissə) ist ein Gemeindeteil des Markts Weiler-Simmerberg im  bayerisch-schwäbischen Landkreis Lindau (Bodensee).

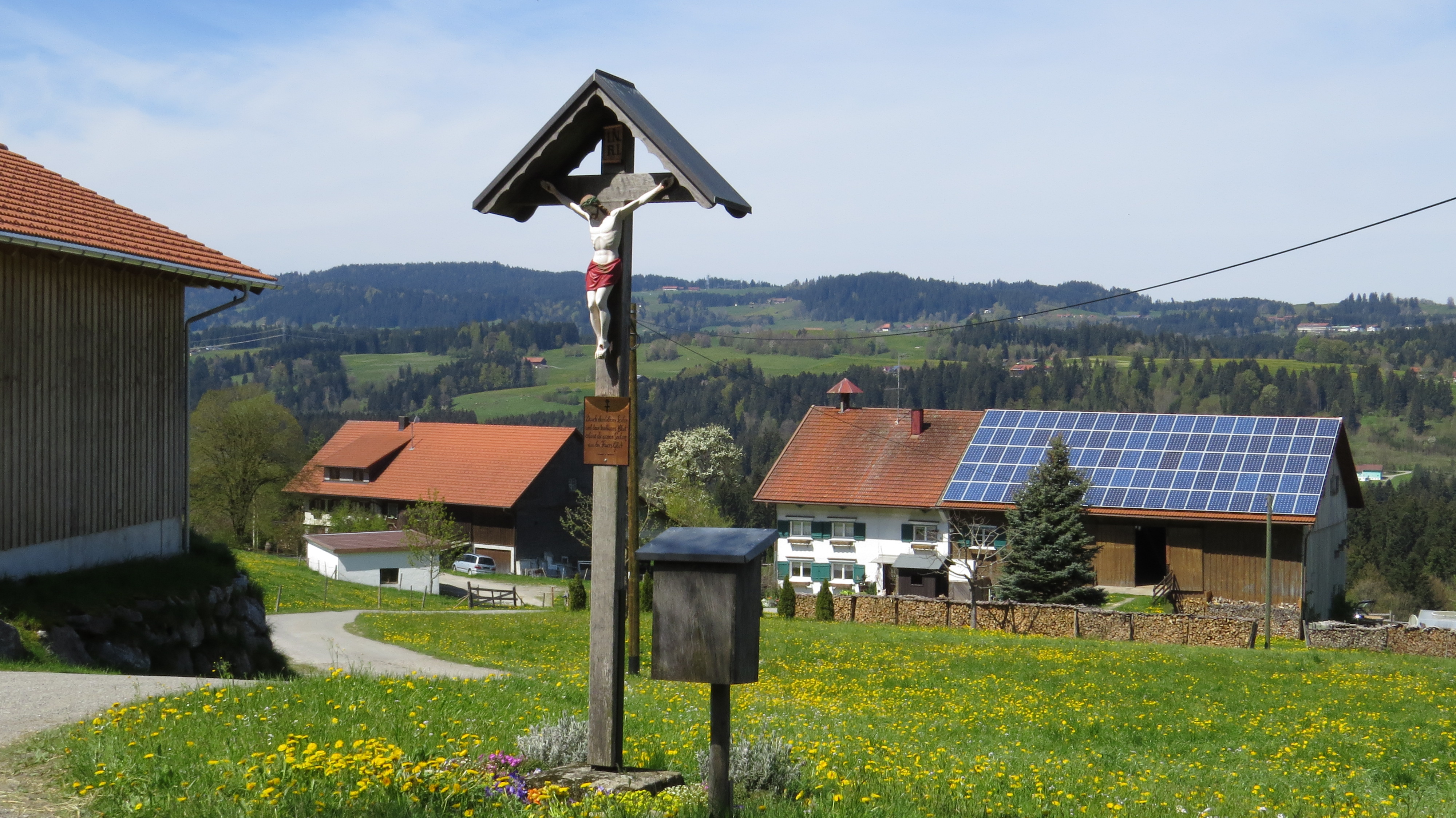
Weißen: Teilansicht von Osten

## Geographie
Das Dorf liegt circa 2,5 Kilometer südwestlich des Hauptorts Weiler im Allgäu und zählt zur Region Westallgäu. Südlich der Ortschaft liegt das Felsgeotop Enschenstein.

## Ortsname
Der Name leitet sich vom Personenbeinamen der Weiße ab.

## Geschichte
Weißen wurde erstmals im 15. Jahrhundert als Wyssen urkundlich erwähnt. Der Ort gehörte einst dem Deutschen Orden Ellhofen und der Herrschaft Altenburg an und später der Gemeinde Simmerberg.

## Persönlichkeiten
- Harry Pross (1923–2010), deutscher Publizistikwissenschaftler, lebte ab 1966 in Weißen
- Heddy Pross-Weerth (1917–2004), deutsche Übersetzerin, Literaturkritikerin, Publizistin und Autorin, lebte ab 1966 in Weißen